# Champions League Twenty20 2009
Die Champions League Twenty20 war ein internationaler Twenty20-Cricket-Wettbewerb, ausgetragen zwischen Clubs aus Indien, Australien, England, Südafrika, Sri Lanka, Neuseeland und den West Indies. Das Turnier im Jahr 2009 war das erste größere internationale Cricketturnier dieser Art für Clubmannschaften und fand vom 8. bis 23. Oktober 2009 in Indien statt. Der indische Cricketverband BCCI (Board of Control for Cricket in India) besaß auch die Federführung des Turniers. Gesponsert wurde es vom indischen Telekommunikationsunternehmen Bharti Airtel.

## Vorgeschichte
Der Wettbewerb wurde als Reaktion auf den weltweiten Erfolg dieser neuen Cricket-Spielform, insbesondere der Indian Premier League, im Jahr 2008 ins Leben gerufen. Das erste Turnier sollte von Ende September bis Anfang Oktober 2008 in Indien stattfinden, wurde aber zunächst ein erstes Mal verschoben, nach den Terror-Anschlägen in Mumbai (Bombay) im November 2008 dann ein zweites Mal, um schließlich für die Saison 2008 ganz abgesagt zu werden.

## Qualifikation
Die ursprüngliche Planung für 2008 sah acht Mannschaften vor, diese Zahl wurde für 2009 auf 12 erhöht. Der pakistanische Twenty20-Meister (Sialkot Stallions) durfte aufgrund eines durch die pakistanische Regierung ausgesprochenen Reiseverbots nicht nach Indien einreisen. Außer Pakistan waren Bangladesch und Simbabwe die einzigen Vollmitglieder des ICC, die nicht mit Mannschaften vertreten waren. Die teilnehmenden Teams hatten sich über ihre nationalen Twenty20-Meisterschaften qualifiziert, Indien stellte drei Teilnehmer, England, Australien und Südafrika je zwei, Neuseeland, Sri Lanka und die West Indies je einen. Die Spiele fanden in Delhi, Hyderabad und Bangalore statt.

## Spielplan

### Vorrunde (Group Stage)
8. – 14. Oktober
| Gruppe A            | Sp. | S | N | NR | P | RR     |
| ------------------- | --- | - | - | -- | - | ------ |
| Trinidad und Tobago | 2   | 2 | 0 | 0  | 4 | +1.175 |
| Somerset            | 2   | 1 | 1 | 0  | 2 | −1.000 |
| Deccan Chargers     | 2   | 0 | 2 | 0  | 0 | −0.175 |

| Gruppe B              | Sp. | S | N | NR | P | RR     |
| --------------------- | --- | - | - | -- | - | ------ |
| New South Wales Blues | 2   | 2 | 0 | 0  | 4 | +2.200 |
| Diamond Eagles        | 2   | 1 | 1 | 0  | 2 | −1.325 |
| Sussex Sharks         | 2   | 0 | 2 | 0  | 0 | −0.875 |

| Gruppe C               | Sp. | S | N | NR | P | RR     |
| ---------------------- | --- | - | - | -- | - | ------ |
| Cape Cobras            | 2   | 2 | 0 | 0  | 4 | +1.529 |
| Royal Chall. Bangalore | 2   | 1 | 1 | 0  | 2 | +1.839 |
| Otago Volts            | 2   | 0 | 2 | 0  | 0 | −3.350 |

| Gruppe D             | Sp. | S | N | NR | P | RR     |
| -------------------- | --- | - | - | -- | - | ------ |
| Delhi Daredevils     | 2   | 1 | 1 | 0  | 2 | +0.700 |
| Victoria Bushrangers | 2   | 1 | 1 | 0  | 2 | +0.136 |
| Wayamba Elevens      | 2   | 1 | 1 | 0  | 2 | −0.875 |

### Zwischenrunde (League Stage)
15. – 19. Oktober
| Liga A                | Sp. | S | N | NR | P | RR     |
| --------------------- | --- | - | - | -- | - | ------ |
| Trinidad und Tobago   | 3   | 3 | 0 | 0  | 6 | +1.378 |
| New South Wales Blues | 3   | 2 | 1 | 0  | 4 | +1.843 |
| Diamond Eagles        | 3   | 1 | 2 | 0  | 2 | −1.110 |
| Somerset              | 3   | 0 | 3 | 0  | 0 | −2.005 |

| Liga B                 | Sp. | S | N | NR | P | RR     |
| ---------------------- | --- | - | - | -- | - | ------ |
| Victoria Bushrangers   | 3   | 2 | 1 | 0  | 4 | +0.911 |
| Cape Cobras            | 3   | 2 | 1 | 0  | 4 | −0.219 |
| Royal Chall. Bangalore | 3   | 1 | 2 | 0  | 2 | −0.114 |
| Delhi Daredevils       | 3   | 1 | 2 | 0  | 2 | −0.398 |

### Halbfinale
| 21. Oktober | Delhi | New South Wales Blues 169-7 (20)          | – | Victoria Bushrangers 90-9 (20) |
|             |       | New South Wales Blues gewinnt mit 79 Runs |   |                                |

| 22. Oktober | Hyderabad | Cape Cobras 175-5 (20)                  | – | Trinidad und Tobago 178-3 (19.2) |
|             |           | Trinidad & Tobago gewinnt mit 7 Wickets |   |                                  |

### Finale
| 23. Oktober | Hyderabad | New South Wales Blues 159-9 (20)          | – | Trinidad und Tobago 118 (15.5) |
|             |           | New South Wales Blues gewinnt mit 41 Runs |   |                                |